# Воден
 Тази статия е за града в Гърция.  За други значения на Воден вижте Воден (пояснение).  За града в Турция вижте Едеса.
Во̀ден (на местния говор Водин), (изписване до 1945 година: Воденъ; на гръцки: Έδεσσα, Ѐдеса, до 1923 година Βοδενά, Водена̀, на турски: Vodina) е град в Северна Гърция (Егейска Македония), разположен на около 90 km западно от Солун, главен град на дем Воден. Градът е красив и се слави с богатството си на зеленина, вода, водопади, на които дължи и името си. Античното име на града изчезва през Средновековието и е възстановено през 1923 година. Градът е център на Воденската, Пелска и Мъгленска епархия на Гръцката православна църква.

## Географско разположение и транспортни връзки
Воден се намира на плато на 320 m надморска височина над долината Сланица. Градът е разположен на река Вода (днес Водас). Свързан е чрез добре развита пътна мрежа с областите Западна и Централна Македония в Гърция. Отстои на 89 км от Солун, 65 км от Кожани, 70 км от Лерин и 45 км от Бер. Има редовни автобусни връзки със селищата от областта и Атина. Пътуването с влак до Солун отнема около час и половина, до Лерин – около час.

## Етимология
Според „Българския етимологичен речник“ името е българското прилагателно вод-ен, заради изобилните води в града. В гръцките форми запазени в средновековните извори: „ἐν τοῖς Βοδήνοἴς“ (Акрополит), „έν Βοδινοίς καί έν τή Πρέσπα“, „διά τῶν Βοδινῶν“ (Ана Комнина, Теофилакт, Кедрин) -ι-, -η- застъпват старобългарското ь.

## История

### Античност
Във Воден са намерени останки от медната епоха. През V – VII век пр.н.е. под акропола, на който е построен днешния град, е разположен долният град. До днес са запазени останки на акропола, а в долния град крепостни стени (5 м височина) и каменни колони. Особено интересна е южната кула. Античното име на града е Едеса. През Едеса минава северното разклонение на древния път, наречен през римско време Виа Егнация. Тит Ливий в последната 45-а книга на „От основаването на града“ нарича Едеса „благороден град“. Част е от Македонското царство, а след това е присъединен към Римската империя и влиза в провинция Македония. От управлението на Октавиан Август до 250 година в Едеса има монетен двор – един от деветте в Римска Македония. След 168 година римският град Едеса процъфтява. Каменни надписи документират, че в града има дворец на градския съвет, гимназия, храмове на Зевс, Дионис и богинята Ма. Тук се намират статуи на Артемида и Сабазий. През втората половина на III век градът е нападан от готите. След разделянето на Римската империя на две в края на IV век Воден попада в границите на Източната римска империя и е част от екзархата на Македония и Илирия. В края на VI век започва преселването на жителите на долния град на днешното място в стария акропол.

### Средновековие
Воден е в пределите на Първото българско царство по времето на цар Симеон. Според договор с Византия от 904 година границата на двете държави минава източно от града. Летописецът Йоан Скилица го описва така: 
| „ | Воден е малка крепост, разположена на стръмна скала, през където се спуща водата на Островското езеро, която тече скрито под земята и на това място излиза отново. | “ |

Предполага се, че за известно време след 976 година Воден е средище на българската държава – резиденция на цар Роман и патриарх Герман. Впоследствие държавният център се измества в Преспа и Охрид, но воденската крепост запазва военно-политическото си значение като преграда срещу византийските армии, идещи от Солун към Битоля и Охрид. Византийският император Василий II Българоубиец превзема Воден на два пъти – първо през 1002 (или 1001) и повторно през 1015 година, след въстание на жителите му. Местното българско население начело с войводата Драгшан оказва упорита съпротива и е изселено по заповед на императора в областта Волерон, между долните течения на Места и Марица. На негово място е настанено ромейско войнишко население.
След завладяването на Първото българско царство Воден е присъединен към Охридската архиепископия, в лоното на която остава до закриването и през 1767 година, след което става част от Цариградската патриаршия. В 1342 година е присъединен към Душановото царство, от 1355 година е отново византийски, а през 1382 година е завладян от турците и попада в Османската империя.

### В Османската империя
„Съ помощьта на хазяина азъ се скоро прѣоблѣкохъ и то съ такива дрехи, каквито носятъ българскитѣ селени. Слѣдъ това излѣзохме навънъ, посѣтихме изъ прочутата тераса на Воденъ нѣкои отъ кафенетата, отъ които се вижда една прѣкрасна гледка въ широката и раскошно обраснала долу равнина. Ний пихме всѣкакви ракии, но, благодарение на това, че бѣхъ истиналъ, не ми стана нищо.
Цѣлия градъ е прошаренъ отъ р. Кремо съ канали, които шумливо се спущатъ отъ терасата на долу въ голѣми или малки водопади. Климатътъ на Воденъ не е здравъ. Това се забѣлѣзва и по жълтитѣ лица на жителитѣ, които страдатъ много отъ трѣска. Главното имъ занятие е копринарството. Ежегодно се получаватъ 200,000 оки пашкули. Човѣкъ прѣминава съ мѫка по тѣснитѣ улици отъ товаритѣ съ черничеви пръчки.
Гръцката партия въ Воденъ, който е сѣдалище на владика, е привързала къмъ себе си голѣма часть отъ българетѣ, но не отъ любовь къмъ гърцитѣ, а отъ турски и владишки страхъ. Въ послѣдньо врѣме българската национална партия е спечелила Воденъ. Числото на населението се въскачва на 14,000 души; турцитѣ съставляватъ 1/3 часть отъ населението.“
В XIX век Воден е смесен българо-турски град. Английският учен и дипломат Уилям Лийк пише в 1806 година за Воден:
| „ | Водена, така наречена от българската дума „вода“ с гръцко окончание, като напомняне за неговите чудесни води, е митрополия, която обхваща сто села с български християни, които изобщо не знаят гръцки език. | “ |

Гръцкият просвещенец Атанасиос Псалидас пише в своята „География“ (1818 – 1822), че Водина е населяван от „турци и българи, които са най-невежи“.
В 1848 година руският славист Виктор Григорович пише в „Очерк путешествия по Европейской Турции“:
| „ | Водена (в миналото Едеса), която има очарователно местоположение и е столица на митрополита на Едеса, е със смесено народонаселение, което в основната си част обаче се състои от българи. Бях ограничен в комуникациите си и не можах да общувам много с тях, още повече, че местните хора са негостоприемни... В града видях 9 църкви и ново гръцко училище, където за отбелязване учиха само български деца. | “ |

Английските пътешественички Джорджина Макензи и Аделина Ърби посещават в 1863 година Воден и го наричат
| „ | българският град на водите... който само поради разликата между спокойната вода в каналите и буйните планински потоци не може да бъде наречен миниатюрна Венеция. | “ |

В писмо до „Цариградски вестник“ Йордан Хаджиконстантинов Джинот говори за духовното невежество и липсата на национално съзнание сред воденските българи:
| „ | ...они са Болгаре юрукопомаци, сос греческа литература са погрузени... Дорян, Кукуш, преку Вардар Воден... | “ |

В дописка от воденчани до вестник „Македония“ от 1867 година се казва:
| „ | Бугарите на Македония сакат езикот си во църквите, сакат схолина (училища) и за да поддържат тая сакаят еднородец Бугарин владика, защо дори во овой сахат не салде гръцки владици имах туку и фанатици и терачи на езикот както Г-н Никодим, той що повике от два милиони гроша во малко казандиса от Бугарите и за дарба им остави молепцуванието на униятството, а да се тресат още кутрите попови да употребат барем по простите на литургията Бугарски, и що вели? нито „едно Господи помилуй“ треска го фащаше Г-на Никодима кога го слушаше. | “ |

Александър Синве („Les Grecs de l’Empire Ottoman. Etude Statistique et Ethnographique“), който се основава на гръцки данни, в 1878 година пише, че във Водена (Vodéna) живеят 4800 гърци. В началото на 1880-те години Воден има 1400 къщи – 980 български и 420 турски. Дори до 90-те години 790 от българските къщи все още са патриаршистки, а 190 – екзархистки.

### Българско възраждане
Българо-гръцкият църковен въпрос се появява във Воден в 1863 година. Митрополит Никодим Воденски, за да противодейства на проекзархийското и на униатското движение в Енидже Вардар, допускал в църквите да се чете на български и дори самият той понякога водел проповедите си на местен български диалект. В 1868 година с пряката подкрепа на местния благодетел Георги Гогов в града е открито българско училище по взаимната метода. В края на 1869 – началото на 1870 година е създадено българско читалище и Воденската българска община. В българското училище до Руско-турската война преподават Агапий Войнов, Търпо Поповски, Димитър Македонски, Станислава Караиванова и майка ѝ Неделя Петкова, воденчанките Екатерина Бодачева и Евтимица Църничкарова, отново Агапий Войнов, Димитър Франго от Богданци, Костадин Стефанов от Търново, Костадин Маджуков от Ново село, Траян Кундураджиев, Петър Анчев от Прилеп.
В 1873 година българите екзархисти завземат насила църквата „Свети Врач“. Храмът на няколко пъти минава ту в гръцки, ту в български ръце, докато накрая окончателно става български. В „Етнография на вилаетите Адрианопол, Монастир и Салоника“, издадена в Константинопол в 1878 година и отразяваща статистиката на населението от 1873 година, Воден е посочен като град с 1500 домакинства и 5200 жители българи и 1340 мюсюлмани.
След Руско-турската война българското училищно дело е в лошо състояние. Екзархията изпраща за учител във Воден охридчанина Янаки Стрезов, който учителства от 1880 до 1883 година заедно с Екатерина Фотолова и Иван П. Георгиев. Във Воден се открило и класно българско училище, както и девическо, надзиравано от Панталей Баджов с учителки М. Йорданова и Агапия Панайотова. Български учители след войната във Воден са Иван Попгеоргиев и Георги Попов от Владово, Янаки Стрезов, Димитър Кърпузов от Мандалево, Панталей Баджов, Стоян Кръстев от Панагюрище, Иван Д. Николов от Кукуш, отец Петър Писарев от Пловдив, който оглавява общината от 1883 до 1884 година, Костадин Арсов от Щип, отец Емануил Джуджев (заместник на отец Писарев в 1883 – 1884), Андрей Стоянов от Габрово, Костадин Петров от Ресен, Анастас Петров от Воден (1885 – 1886), Мария Балева от Битоля, Тръпче Шаламанов от Воден, Христо Занешев от Воден, Георги Пожарски от Пожарско (1885 – 1886), Екатерина Фотолова от Калофер, Мария Попйорданова от Шумен, Агапия Панайотова от Крива паланка.
Според статистиката на Васил Кънчов („Македония. Етнография и статистика“) в 1900 година във Воден живеят 7000 българи, 4000 турци, 30 власи и 40 цигани. Към средата на първото десетилетие на XX век вече близо една трета от българското население е под върховенството на Българската екзархия. По данни на секретаря на екзархията Димитър Мишев („La Macédoine et sa Population Chrétienne“) в 1905 година във Воден има 3600 българи екзархисти, 6280 българи патриаршисти гъркомани, 30 власи и 270 цигани. В града функционират три български – две основни и едно прогимназиално – училища и три гръцки – две основни и едно прогимназиално. Съгласно годишният отчет на главния учител Христо Динев през учебната 1905/1906 година в града има българско третокласно и основно училище. Общия брой на учениците в тях е 367, от които девойките са 154.
В града функционира българската фабрика за производство на прежда, собственост на Лука Панагюрски.
Тук в бившата българска църква „Успение на Пресвета Богородица“ днес известна като Старата митрополия в 1991 г. при ремонтни работи е открит известният Воденски надпис, създаването на който историци като Пламен Павлов и Божидар Димитров отнасят към времето на църковните борби на местните българи с фанариотите в XIX век.
При избухването на Балканската война в 1912 година тридесет и шест души от Воден са доброволци в Македоно-одринското опълчение.

### В Гърция
По време на Балканската война във Воден влизат гръцки части, а след Междусъюзническата война в 1913 година градът остава в Гърция. Българската църковна община и читалище във Воден са закрити. Главният български учител Гр. Попатанасов е арестуван от новите гръцки власти, а екзархийският училищен инспектор Христо Нейков е прогонен.
Боривое Милоевич пише в 1921 година („Южна Македония“), че Воден има 1550 къщи славяни християни, 200 къщи славяни мохамедани, 200 къщи власи християни, 700 къщи турци, 12 къщи арнаути мохамедани и 53 къщи погърчени славяни и власи и гърци.
След Балканските войни и особено след Първата световна война част от българско население на Воден се изселва в България. През 20-те години се изселва и мюсюлманското население на града и на негово място са заселени гърци бежанци. Градът нараства и от заселването на гърци, работещи в административния апарат и на хора от околните български села. Заселените в града бежанци са 5290 души, в това число от Мала Азия – 4037, от Понт – 625, от Тракия – 525, гъркомани от Кралството на сърби, хървати и словенци – 135 и останалите от други места. По-късно през 30-те години много от бежанците напускат града, тъй като са оземлени от пресушеното Ениджевардарско езеро. Според Тодор Симовски преди Втората световна война жителите с местно потекло са 8000.
През Втората световна война Воден е в германската окупационна зона и в него е образувано подразделение на Централния българомакедонски комитет.
След последвалата Гражданска война в Гърция отново големи маси българско население емигрират в България, Югославия, както и в САЩ, Канада и Австралия.
| Име           | Име             | Ново име         | Ново име          | Описание                                              |
| ------------- | --------------- | ---------------- | ----------------- | ----------------------------------------------------- |
| Голо бърдо    | Γκόλον Μπάρδου  | Гимно            | Γυμνό             | местност на ЮИ от Котугери                            |
| Голо бърдо    | Γκόλου Μπάρδαν  | Амотопос         | Αμμότοπος         | местност на ЮИ от Котугери                            |
| Коприна       | Κόπρινα         | Петринес Корифес | Πέτρινες Κορυφές  | възвишение на ЮИ от Воден и на СИ от Котугери         |
| Платанишка    | Πλατανίσκα      | Платанотопос     | Πλατανότοπος      | местност на ЮИ от Воден и на СИ от Котугери           |
| Висока        | Βισόκα          | Ипсили           | Ύψηλή             | възвишение на ЮИ от Воден и на СИ от Котугери (306 m) |
| Гилин бунар   | Γκιλίν Μπονάν   | Нифопиги         | Νυφοπηγή          | река ЮИ от Воден, ляв приток на Вода                  |
| Скърка        | Σκάρκα          | Петрото          | Πετρωτό           | връх на С от Воден и на ЮЗ Луковец                    |
| Караман       | Καραμάν         | Маври Корифи     | Μαύρη Κορυφή      | връх на С от Воден                                    |
| Пейова кула   | Πέϊβα Κούλα     | Корифи ту Пею    | Κορυφή του Πέγιου | връх на СИ от Воден и на С от Църковяни (607,6 m)     |
| Дупен камен   | Ντοκέν Καμέν    | Трипија Петра    | Τρύπια Πέτρα      | връх на С от Воден и на ЮЗ Луковец                    |
| Старо Луковец | Παλιό Λευκοβίτς | Скордотопос      | Σκορδότοπος       | бивше село на СИ от Воден                             |

| Година    | 1913 | 1920 | 1928   | 1940   | 1951   | 1961   | 1971   | 1981   | 1991   | 2001   | 2011   | 2021   |
| --------- | ---- | ---- | ------ | ------ | ------ | ------ | ------ | ------ | ------ | ------ | ------ | ------ |
| Население | 8846 | 9483 | 13 115 | 12 377 | 14 940 | 15 534 | 13 967 | 16 054 | 17 128 | 18 253 | 18 229 | 17 848 |

## Личности
От Воден са родом български революционери и дейци на борбата за църковна независимост, гръцки учени и общественици, както и комунистически партизани.

## Побратимени градове
- Плевен, България

## Култура

### Забележителности
- Пасхова мелница, сред първите сгради от началния индустриален период във Воден[44]

## Галерия
- Един от водопадите във Воден
- Тераса във Воден
- Част от античния град
- Част от античния град
- Алея
- Градът от низините
- Статуя във Воден
- Чаршията във Воден